# Павлопілля
Павлопі́лля — село в Україні, у Першотравневській сільській громаді Нікопольського районі Дніпропетровської області. До 2020 року  — адміністративний центр Павлопільської сільської ради. Населення — 820 осіб.

## Географія
Село Павлопілля розташоване за 130 км обласного центра, 52 км від районного центра, 1,5 км від лівого берега річки Базавлучок, вище за течією на відстані 3 км розташоване село Приют, нижче за течією на відстані 2 км розташоване село Петропавлівка (Криворізький район). Через село пролягає залізнична лінія Нижньодніпровськ-Вузол — Апостолове, на якій знаходиться однойменна станція Криворізької дирекції Придніпровської залізниці. Селом тече пересихаючий струмок із загатою.

## Історія
Село засноване 1925 року переселенцями з Чернігівщини.
За часів радянської влади на території села розташовувалася центральна садиба колгоспу імені Калініна.
12 червня 2020 року, відповідно до розпорядження Кабінету Міністрів України № 709-р «Про визначення адміністративних центрів та затвердження територій територіальних громад Дніпропетровської області», Павлопільська сільська рада об'єднана з Першотравненською сільською громадою.
19 липня 2020 року, в результаті адміністративно-територіальної реформи та ліквідації Томаківського району, село увійшло до складу новоутвореного Нікопольського району.
3 лютого 2023 року на 24-й сесії VIII скликання рішенням селищної громади № 4647 в селі перейменована вулиця 40 років Перемоги на вулицю Перемоги.

## Економіка
- Зерносховище Державного матеріального резерву України — «Хлібна база № 73», також працюють декілька дрібних сільськогосподарських підприємств, комунальне підприємство.
- ТОВ «Агрофірма «Весна», що входить до структури агрохолдингу «Landfort»[3][4]
- Павлопільський елеватор.

## Заклади соціальної сфери
- Середня загальноосвітня школа
- Дитячий дошкільний навчальний заклад
- Амбулаторія
- Бібліотека